# Verwaltungsverband Waldgebiet Vogtland
Der Verwaltungsverband Waldgebiet Vogtland war ein Verwaltungsverband im Vogtlandkreis im Freistaat Sachsen, der von 1994 bis 2009 existierte. Mitgliedsgemeinden waren die Gemeinden Hammerbrücke, Morgenröthe-Rautenkranz (Sitz der Verwaltung) und Tannenbergsthal. Im November 2008 beschlossen die drei Gemeinden, eine Einheitsgemeinde mit dem Namen Muldenhammer zu bilden. Dieser Beschluss trat am 1. Oktober 2009 in Kraft.